# 村田祐介
村田 祐介（むらた ゆうすけ、1980年 - ）は、日本の実業家、投資家。インキュベイトファンド代表パートナー、一般社団法人日本ベンチャーキャピタル協会企画部長。日本を代表するベンチャーキャピタリストの一人。

## 人物・経歴
1980年生まれ。2003年3月、立教大学卒業。
1999年、エンタープライズソフト会社を創業し、開発に従事。大学卒業後の2003年4月、エヌ・アイ・エフベンチャーズ株式会社（現・大和企業投資株式会社）入社。同社で主にネット系スタートアップの投資業務やファンド組成管理業務に従事する。2009年には同社のネット系スタートアップ企業への投資責任者として約70億円のポートフォリオを担当した。
2010年、インキュベイトファンドを設立し、代表パートナー就任。メディア・ゲーム関連領域を中心とした投資・育成活動を行うほか、ファンドマネジメント業務を主幹する。投資のイグジット実績として、IPO（新規株式公開）では株式会社Aiming、株式会社gumi、ピクシーダストテクノロジーズ株式会社、M&Aではエフルート株式会社、マイトラックス株式会社、株式会社イストピカ、株式会社ポケラボ、株式会社パワーテクノロジー、プレイハート株式会社などがある。
2015年より一般社団法人日本ベンチャーキャピタル協会企画部長を兼務するかたわら、ファンドエコシステム委員会委員長やLPリレーション部会部会長等を歴任する。
2017年には、Forbes Japan「JAPAN’s MIDAS LIST（日本で最も影響力のあるベンチャー投資家ランキングBEST10）」第1位を受賞した。また、一橋ビジネススクールなどで講演を行うなど講師としても活躍する。